# حارة مجمع المحافظة (ذمار)

تعديل مصدري - تعديل

حارة مجمع المحافظة هي إحدى حارات مدينة ذمار التابعة لمحافظة ذمار، بلغ تعداد سكانها 360 نسمة حسب تعداد اليمن لعام 2004.